# Rom (Deux-Sèvres)
Rom település Franciaországban, Deux-Sèvres megyében. Lakosainak száma 798 fő (2022. január 1.). Rom Messé, Sainte-Soline, Vançais, Brux, Saint-Sauvant és Valence-en-Poitou községekkel határos.

## Népesség
A település népessége az elmúlt években az alábbi módon változott:
| Lakosok száma | 919  | 878  | 872  | 860  | 865  | 867  | 844  | 821  | 798  |
|               | 2013 | 2015 | 2016 | 2017 | 2018 | 2019 | 2020 | 2021 | 2022 |